# Inemuri
Inemuri (jap. 居眠り i-nemuri) – nazwa drzemki w Japonii. 
Japończycy wykorzystują na drzemki wszystkie możliwe sytuacje (np. w pociągu, metrze, w czasie konferencji). Wynika to z permanentnego braku snu (dalekie dojazdy do pracy) i pracoholizmu.
Słowo i-nemuri powstało z połączenia i [ru] (居, "być, istnieć") oraz nemuri (眠り; "spanie", "sen", drzemka").